# Filippo Albacini
Filippo Albacini (Roma, 14 febbraio 1777 – Roma, 17 febbraio 1858) è stato uno scultore italiano.

## Biografia
Filippo Albacini nacque a Roma il 14 febbraio 1777. Suo padre era lo scultore Carlo Albacini e proprio da lui apprese l'arte della scultura, sebbene guardò anche alle opere di Antonio Canova.
Il 7 aprile 1811 entrò a far parte dell'Accademia di San Luca a Roma.
Assieme al padre collaborò a varie opere, come ad esempio a un grande e ornato dessert eseguito per la corte reale di Napoli.
Scolpì poche opere e tra i soggetti delle sue sculture si ricordano Aiace, Venere, il Genio della Bellezza, oltre ai vari monumenti sepolcrali e ritratti. Tra le sue opere si ricorda la realizzazione di una serie di busti rappresentanti uomini illustri, un tempo al Pantheon ma oggi conservati nella Protomoteca Capitolina. Ma tra tutte, certamente la sua opera più celebre è l'Achille morente, di cui esistono due esemplari: un primo eseguito nel 1823 su ordinazione di William Cavendish, VI duca di Devonshire, e conservato alla Chatsworth House; un altro eseguito nel 1854 e conservato all'Accademia di San Luca. Lavorò anche per l'Oratorio dei Pescivendoli a Roma, attiguo alla Chiesa di Sant'Angelo in Pescheria, probabilmente eseguendo otto busti di apostoli in stucco.

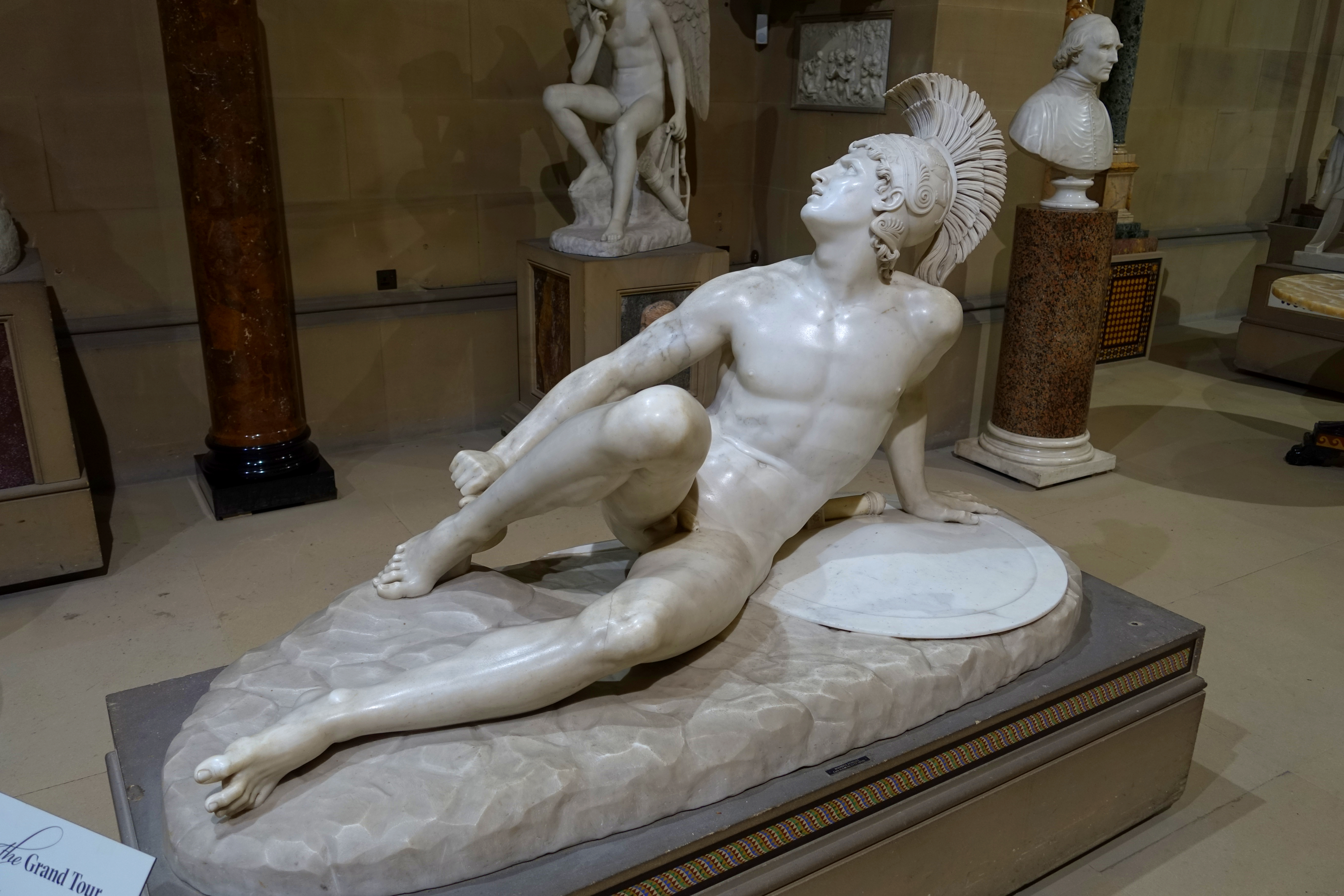
LAchille morente nella Galleria delle Sculture della Chatsworth House (Regno Unito).

Sebbene di stampo ed educazione neoclassica, l'artista si avvicinò a forme di accentuato realismo individuabili in una marcata precisazione dell'espressione psicologica.
Fu socio d'onore della  Pontificia Accademia Romana di Archeologia.
Morì il 17 febbraio 1858 ed è sepolto nella Chiesa dei Santi Luca e Martina a Roma.
Assai ricco, lasciò erede del suo cospicuo patrimonio l'Accademia di San Luca, allo scopo di istituire pensioni biennali per giovani scultori romani. Nel cortile dell'Accademia è presente una sua scultura a grandezza naturale eseguita in suo onore da Alberto Galli e ancora oggi l'Accademia bandisce un premio di scultura intitolato a suo nome.